# Пам'ятний камінь «Борцям за волю України» (Чернігів)
Пам'ятний камінь «Борцям за волю України» — пам'ятний камінь установлений у Чернігові, на прадавньому Третяку, поблизу козацького Катерининського собору. Ідея встановлення пам'ятного знаку виникла у активістів НРУ в перші місяці після відновлення Україною державності. Пам'ятник встановлений на Покрову у жовтні 1992 року, за підтримки Чернігівського осередку Народного Руху України та Чернігівського будинку офіцерів.
Камінь символізує незламність і силу духу всіх хто згинув за волю України, чи то в концтаборах, чи то в патризанських лісах. А багровий колір каменю, колір запеклої людської крові, нагадаує скільки вірних синів і дочок втратила Україна в цій нерівній боротьбі.
Камінь здавна став містом зустрічі і мітингів патріотичної молоді Чернігова.
У 2009 році — на День Конституції неподалік від Каменю відкрито новий монумент «Борцям за волю і незалежність України».